# Seoci (Chorwacja)
Seoci – wieś w Chorwacji, w żupanii pożedzko-slawońskiej, w mieście Požega. W 2011 roku liczyła 108 mieszkańców.